# Protiletadlový raketový komplet

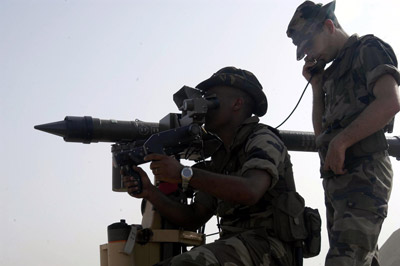
Střela Mistral jako přenosný protiletadlový raketový komplet s dvoučlennou obsluhou.

Protiletadlový raketový komplet (PLRK), hovorově označovaná také jako raketa země-vzduch, je systém využívající raket k ničení vzdušných cílů – letadel, vrtulníků, bezpilotních letounů, ale i jiných řízených střel či balistických raket. Protiletadlové raketové komplety tak tvoří jeden z prvků protivzdušné obrany (dalšími prvky jsou například bojové letouny, protiletadlové kanóny, hybridní protiletadlové komplety a v budoucnu zřejmě i lasery).

## Základní dělení

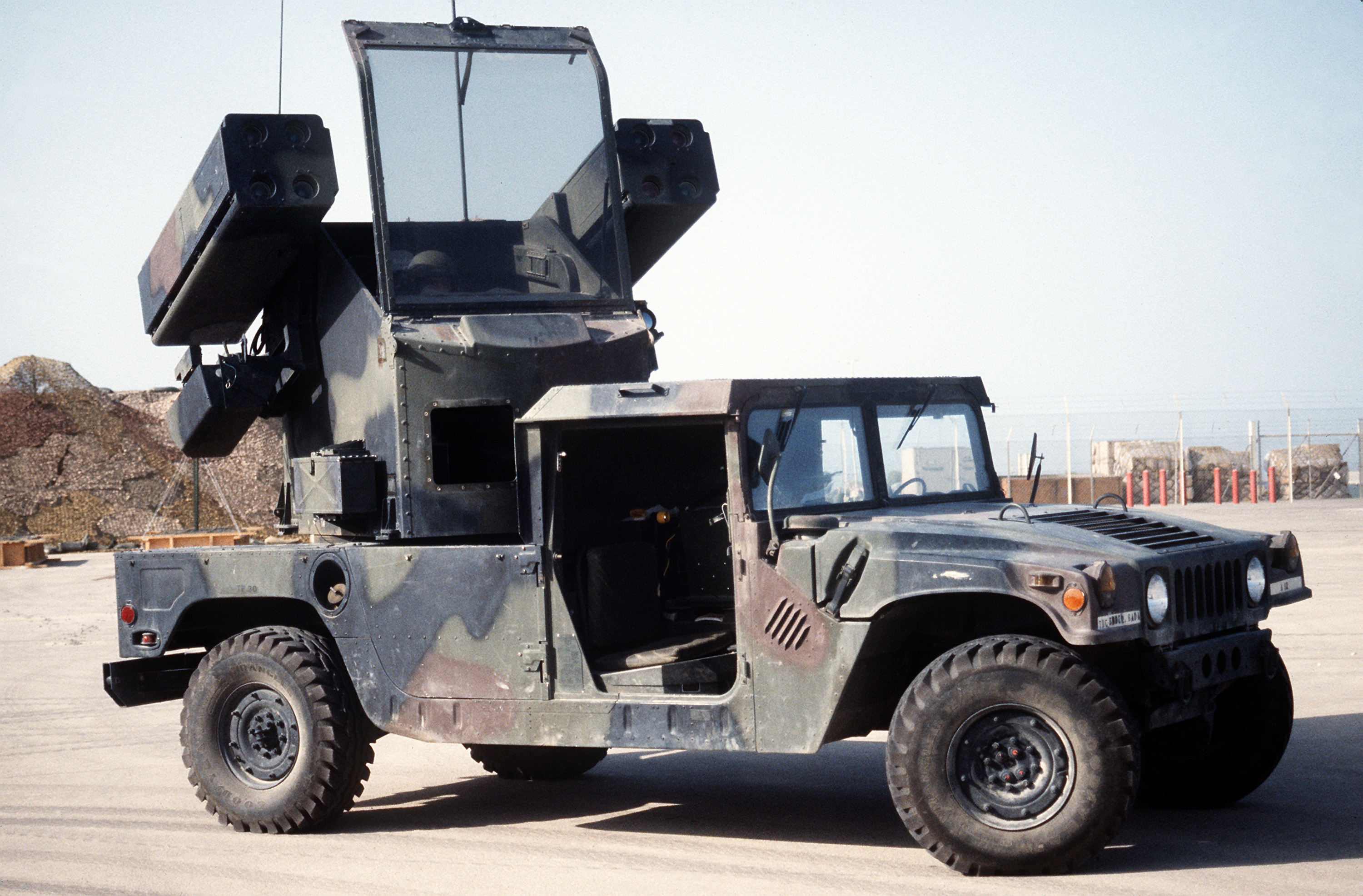
Americký hybridní protiletadlový komplet M1097 Avenger kombinuje osm střel FIM-92 Stinger a jeden 12,7mm kulomet FN Herstal.

- Protiletadlový raketový komplet velmi krátkého dosahu (VSHORAD – Very Short-Range Air Defence Systems), dosah: až 10 km.
  - Lehké přenosné komplety[2]: FIM-92 Stinger, MIM-72 Chaparral, 9K32 Strela-2, 9K38 Igla, Mistral, Starstreak, Robotsystem 70.
  - Komplety na podvozcích kolových či pásových vozidel: Roland, Rapier, Crotale, MBDA MICA, hybridní systém 9K22 Tunguska.

- Protiletadlový raketový komplet krátkého dosahu (SHORAD – Short-Range Air Defence Systems), dosah: 10–20 km.
  - Roland se střelou VT-1, 9K33 Osa, 9K330 Tor, Pancir-S1 (hybridní systém), NASAMS, SPYDER, HQ-7.

- Protiletadlový raketový komplet středního dosahu (MRADS – Medium-Range Air Defence Systems), dosah: 20–75 km.
  - MIM-23 Hawk, S-75 Dvina, S-125 Něva, 2K12 Kub, 9K37 Buk.

- Protiletadlový raketový komplet velkého dosahu (LORADS – Long-Range Air Defence Systems), dosah: nad 75 km.
  - MIM-104 Patriot, MEADS, SAMP/T, S-300P, S-400, Tien Kung, HQ-2 či FT-2000.

## Systémy navádění

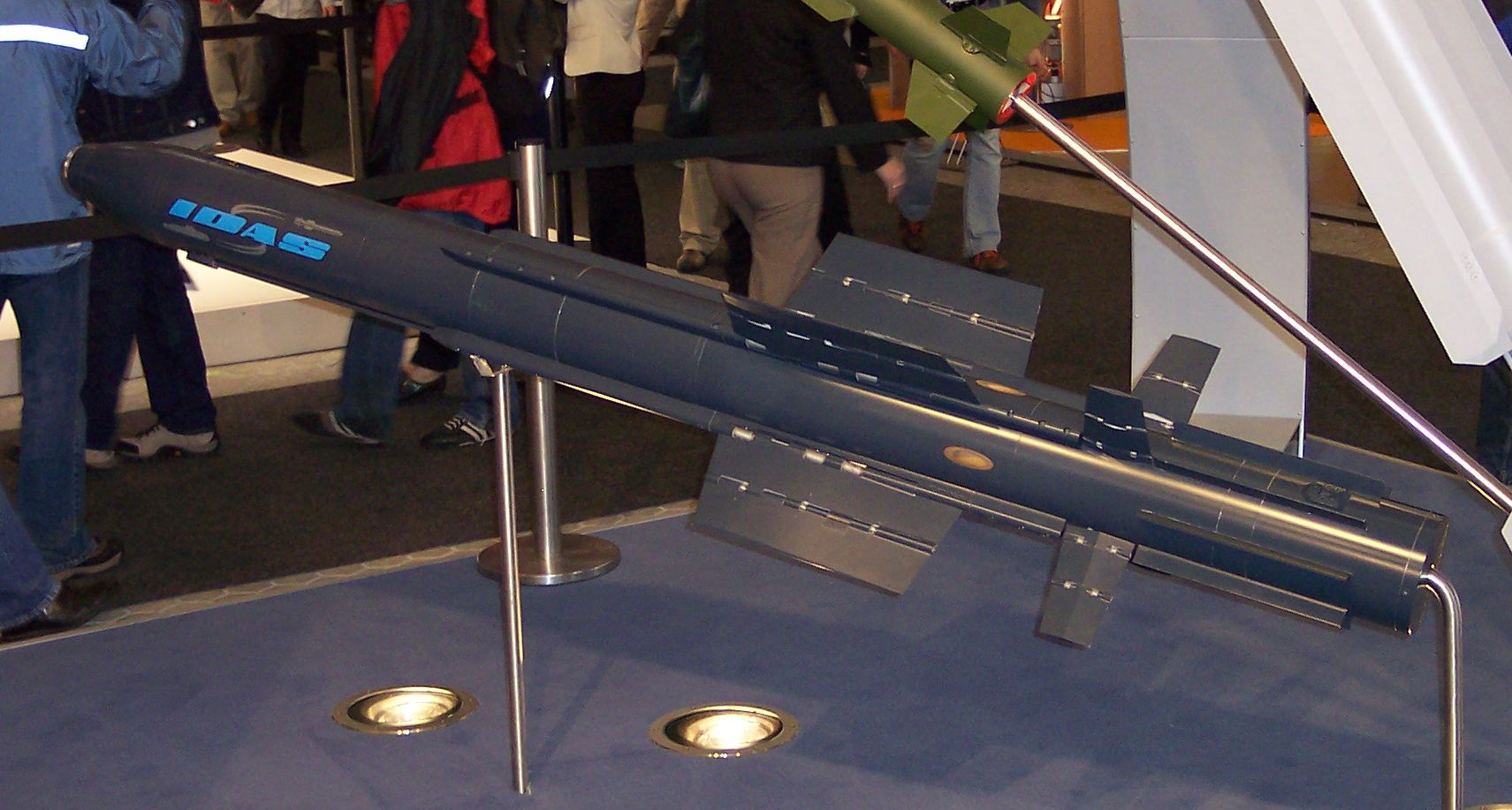
Protiletadlová střela IDAS bude odpalována z ponorek typu 212A.

Použité protiletadlové řízené střely mohou být autonomní (tzv. „vystřel a zapomeň“) či neautonomní. Neautonomní systémy se dále dělí na systémy samonaváděcí či na systémy s dálkovým naváděním.
Samonaváděcí systémy mohou mít navádění aktivní, poloaktivní či pasivní. Aktivní navádění znamená, že cíl je ozařován rádiovým či optickým signálem, jehož zdroj se nachází na palubě střely. Poloaktivní systémy jsou naváděny rádiovým či optickým signálem, jehož zdroj se nachází mimo střelu. Konečně pasivní naváděcí systémy využívají rádiové, optické či tepelné vyzařování samotného cíle. Dálkové navádění střel lze rozdělit na povelové systémy (PSDN) a na dálkové navedení po paprsku, v současnosti zejména po laserovém paprsku (SDNPP).